# L'Intrépide Héritière

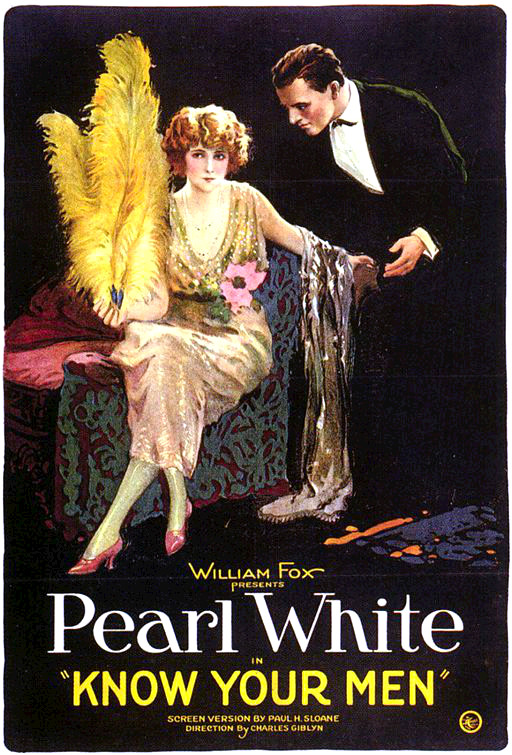
Affiche du film.

L'Intrépide Héritière (Know Your Men) est un film américain réalisé par Charles Giblyn et sorti en 1921.

## Synopsis
Ellen est amoureuse de Roy Phelps, mais épouse Warren Schuyler qui est un homme bon, afin de protéger l'honneur de son père. Roy revient plus tard et ravive son amour, et Ellen l'accompagne. Cependant, elle découvre bientôt sa méchanceté et revient vers son mari, après avoir réalisé à quel point elle l'aime.

## Fiche technique
- Titre original : Know Your Men
- Réalisation : Charles Giblyn
- Scénario : Paul Sloane (Paul H. Sloane)
- Producteur : William Fox
- Photographie : Joseph Ruttenberg
- Distributeur : Fox Film Corporation
- Format : Noir et blanc - 35 mm[1]
- Genre : Mélodrame[1]
- Durée : 6 bobines
- Date de sortie :
  - États-Unis : 13 mars 1921
  - France : 24 août 1923

## Distribution

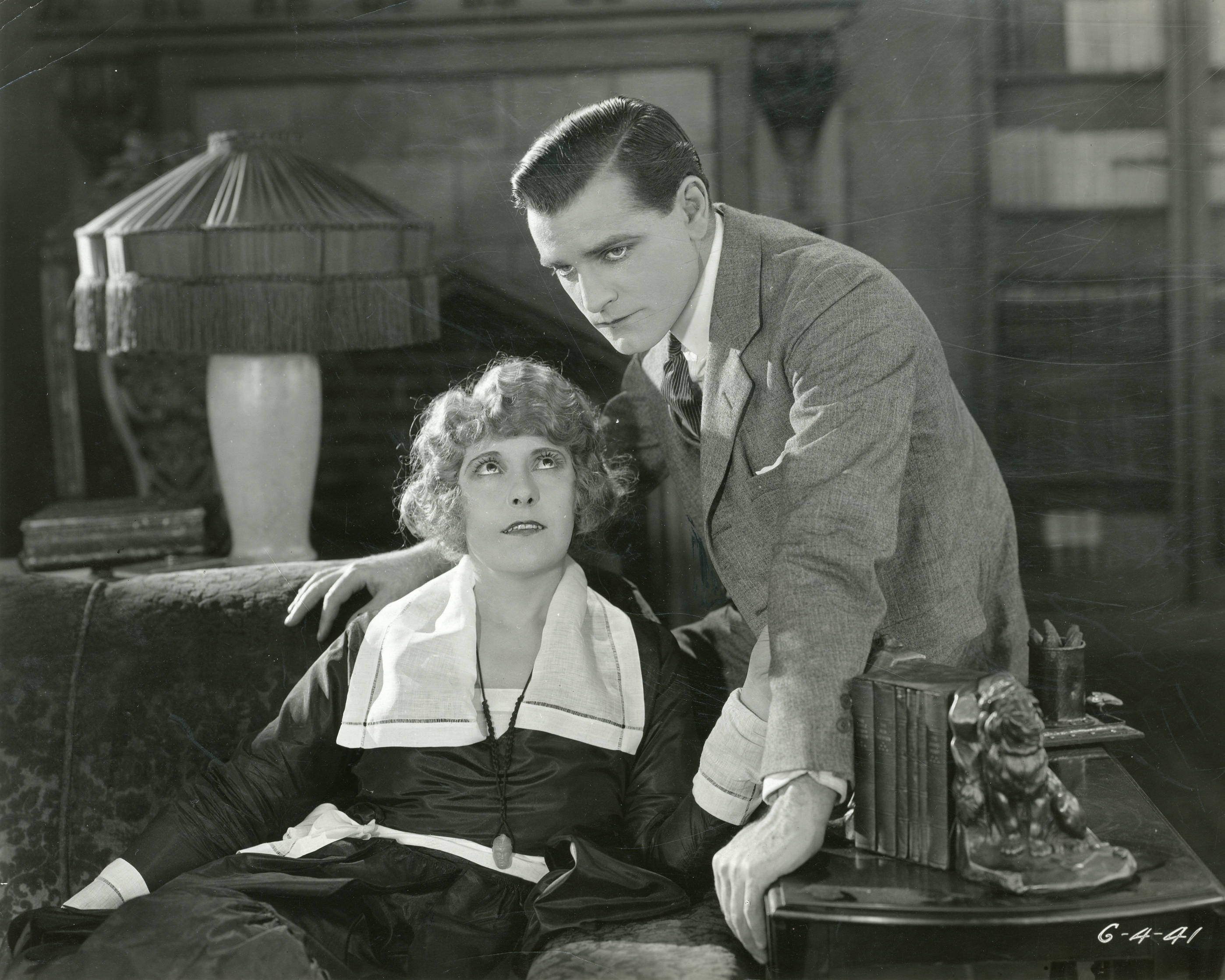
Pearl White et Wilfred Lytell dans une scène du film.

- Pearl White : Ellen Schuyler
- Wilfred Lytell : Roy Phelps
- Downing Clarke : Warren Schuyler
- Harry C. Browne : John Barrett
- Estar Banks : Mrs. Barrett
- Byron Douglas : Van Horn
- William Eville : Watson